# 黃一農
黃一農（1956年4月26日—），台湾歷史學者，出生於金門縣。曾獲頒中央研究院院士頭銜，並長期任教於國立清華大學。

## 生平
1956年，黃一農出生於金門縣。父親黃菁華，福建省安溪縣人，曾任東引反共救國軍（今陸軍東引地區指揮部）第二總隊第四大隊長。1958年，因妻子調職國防部，舉家在八二三炮戰前夕遷居臺北市。1973年，畢業於臺北市立建國高級中學並入學國立清華大學物理學系。在1977年取得物理學士學位後，他前往美國繼續進修。1985年，他在哥倫比亞大學物理系取得天文學博士學位，並前往麻州大學擔任博士後研究員，進行電波天文學研究。
返回臺灣後，進入國立清華大學歷史研究所進行科技史研究，並曾在國立臺灣大學與輔仁大學等地講學。
1997年，發起成立虛擬網路博物館「清蔚園知識園區」作為網路教學之用（後與「Teens網路教育園區」合併，現為「Teens'清蔚園」）。
曾擔任國立清華大學人文社會學院院長、國立清華大學副教務長、清華網路文教基金會董事長、中華民國天文學會理事長職務。
2010年代，開始專注於以大數據研究《紅樓夢》等歷史著作。

## 研究領域
天文學史、天主教史、明末清初史、海洋探險史、術數史、火砲史、季風亞洲史、考古學、宗教學等。

## 榮譽與獎項
- 清华大学长江学者讲座教授（2008年）
- 中央研究院院士（2006年，為該屆最年輕的獲選者）[5]
- 東吳大學通識講座教授（2006年）
- 香港大學榮譽教授（2005年-2008年）
- 清華大學特聘講座教授（2006年起）
- 教育部(文科)終身榮譽國家講座（2006年）
- 教育部(文科)學術獎（1998年）
- 傑出人才發展基金會講座教授（兩屆，1996年-2006年）
- 國科會(歷史學門)傑出研究獎（1993年-1994年）
- 萊頓大學漢學院訪問講座教授（1993年）[6][1]

## 著作

### 專書
- 《社會天文學史十講》（上海：復旦大學出版社，2004年）
- 《兩頭蛇：明末清初的第一代天主教徒》（新竹：國立清華大學出版社，2005年；上海：上海古籍出版社，2008年）
- 《二重奏：紅學與清史的對話》（新竹：國立清華大學出版社，2014年；北京：中華書局，2015年）[8]
- 《裕瑞〈棗窗閒筆〉新探》（高雄：國立中山大學出版社，2015年）
- 《紅樓夢外 : 曹雪芹《畫冊》與《廢藝齋集稿》新證》（新竹：國立清華大學出版社，2020年）

## 外部連結
- 黃一農個人網頁
- 清華歷史所 - 黃一農 （页面存档备份，存于）
- 黃一農教授/Professor Huang Yi-Long - nthu.host （页面存档备份，存于）